# شيريل هياشي
شيريل هياشي (بالإنجليزية: Cheryl Hayashi)‏ هي عالمة أحياء  أمينة، أستاذة ومديرة بحوث بيولوجيا في المتحف الأمريكي للتاريخ الطبيعي. تخصصت هاياشي في علم الوراثة وتحديدا في هيكل حرير العنكبوت. تُعد أحد خريجي جامعة ييل وسبق لها العمل كأستاذة في جامعة كاليفورنيا بريفرسايد، ثم حصلت عام 2007 على زمالة ماك آرثر.

## التعليم
هياشي هي عالمة أحياء درست في جامعة ييل وحصلت منها على بكالوريوس العلوم في عام 1988، ثم نالت ماجستير العلوم عام 1990 ثم شهادة ماجستير أخرى في الفلسفة في عام 1993. عملت مع كاثرين كريغ؛ بما في ذلك عملهما الميداني في بنما، فأصبحت حينها مهتمة بالعناكب من ناحية وظيفتها الحيوية والتغدية والحرير وقد ركزت اهتمامها على العناكب الاستوائية.
حصلت على درجة الدكتوراه في عام 1996 حيث ناقشت في أطروحتها موضوع الحمض النووي الريبوزي للعناكب.

## المسيرة المهنية
بعد أن عملت كباحثة ما بعد الدكتوراه في جامعة وايومنغ (1996-2001)، أصبحت هياشي أستاذة في جامعة كاليفورنيا في ريفرسايد من عام 2001 وحتى نهاية عام 2016.
لها في جامعة كاليفورنيا في ريفرسايد مختبر عمل يهتم بدراسة الجينات العائلية للعناكب بما في ذلك الجينات المشفرة في خيوطها وأساس التنوع الجزيئي في العناكب. ويضم المختبر مجموعة متنوعة من التقنيات بما في ذلك استنساخ الجينات والميكانيكيا الحيوية المستخدمة في دراسة تطور خيط العنكبوت. عملت هاياشي مع مهندسي الميكانيكا الحيوية لفهم حرير العنكبوت وحاولت وتطوير مادة حيوية على أساس المعلومات الوراثية الموجودة في جسم العنكبوت.
شاركت هياشي في مؤتمر تيد لعام 2010؛ حيث كانت أحد أبرز المتحدثين فيه. وأصبحت فيما بعد أمينة، أستاذة ومشرفة على مختبر بحوث البيولوجيا في المتحف الأمريكي للتاريخ الطبيعي وذلك بحلول كانون الثاني/يناير 2017.

## الجوائز
استفادت شيريل هياشي من برنامج زمالة ماك آرثر في عام 2007.